# Nazionale maschile di pallacanestro dell'Ecuador
La nazionale di pallacanestro dell'Ecuador è la rappresentativa cestistica dell'Ecuador ed è posta sotto l'egida della Federazione cestistica dell'Ecuador.

## Piazzamenti

### Campionati del mondo
- 1950 - 8°

### Campionati americani
- 1989 - 12°

### Campionati sudamericani
- 1938 - 5°
- 1942 - 5°
- 1945 - 5°
- 1947 - 4°
- 1953 - 6°

- 1955 - 7°
- 1958 - 8°
- 1960 - 7°
- 1961 - 7°
- 1963 - 6°

- 1966 - 5°
- 1968 - 8°
- 1971 - 8°
- 1973 - 8°
- 1989 - 5°

- 1991 - 6°
- 1993 - 5°
- 1997 - 8°
- 1999 - 6°
- 2001 - 9°

- 2010 - 8°
- 2014 - 7°
- 2016 - 9°

### Giochi panamericani
- 1951 - 9°

## Formazioni

### Campionati del mondo
Campionato mondiale maschile di pallacanestro 19503 Ansaldo, 4 Díaz-Granados, 5 Muñoz, 6 Peña, 7 Andrade, 8 Aparicio, 9 Quiñónez, 10 Guerrero, 11 Arroyo, 12 Morán, 15 Arroyave, 16 Sándiford,        All. Juvenal Sáenz

### Campionati americani
Campionato americano maschile di pallacanestro 19894 Chong Qui, 5 Caicedo, 6 Saltos, 7 Vernaza, 8 Ponce, 9 Rubio, 10 Tenorio, 11 Carrera, 12 Sánchez, 13 Escalante, 14 Angulo, 15 Obando,        All. Gonzalo Troya

### Campionati sudamericani
Campionato sudamericano maschile di pallacanestro 1947Aparicio, Castillo, García, Díaz-Granados, R. Guerrero, Morán, Morlás, Muñoz, Peña, Quiñónez, Ruiz, Sáenz, All. Lauro Guerrero
Campionato sudamericano maschile di pallacanestro 19613 Carrera, 4 Jiménez, 5 Alcívar, 6 Pío Sándiford, 7 Sala, 8 Mejía, 9 Rodríguez, 10 Lapentti, 11 Valle, 12 Cabanilla, 14 Loor, 15 Pablo Sándiford, 16 Cabrera,        All. -
Campionato sudamericano maschile di pallacanestro 1963Alcívar, Carrera, Jiménez, Landívar, Lapentti, Mejía, Niemes, Quintana, Rivadeneira, Rodríguez, Sala, Sándiford, Valle, Villacreses, All. -
Campionato sudamericano maschile di pallacanestro 1971Arias, Briones, Garzón, Lapentti, Martínez, J. Mejía, L. Mejía, Niemes, Saab, Vargas, Yavar, Yépez, All. Abel Jiménez
Campionato sudamericano maschile di pallacanestro 19734 Saab, 5 Miraglia, 6 Martínez, 7 Arias, 8 Mejía, 9 Estrella, 10 Castro, 11 Real, 12 Lapentti, 13 Garzón, 14 Baquerizo, 15 Vargas,        All. Carlos Rojas y Rojas
Campionato sudamericano maschile di pallacanestro 1997Chala, Díaz, Escalante, Guzmán, Nazareno, Obando, Romo, A. Sánchez, M. Sánchez, Tenorio, Valencia, Vernaza, All. Gabriel Mitre
Campionato sudamericano maschile di pallacanestro 1999Díaz, Escalante, Escobar, Guzmán, Nazareno, Obando, Romo, A. Sánchez, M. Sánchez, Tenorio, Valencia, All. Efraín López
Campionato sudamericano maschile di pallacanestro 2001Carcelén, V. Díaz, W. Díaz, Guzmán, Morales, Muñoz, Nazareno, Obando, A. Sánchez, M. Sánchez, Tenorio, Valencia, All. David Aparicio
Campionato sudamericano maschile di pallacanestro 20104 Pérez, 5 Gordón, 6 Soto, 7 Cochambay, 8 Garrido, 9 Fuentes, 10 Díaz, 11 Chang, 12 Pauta, 13 Mina, 14 Caicedo, 15 Troya,        All. John Escalante
Campionato sudamericano maschile di pallacanestro 20144 Cobeña, 5 Sanmiguel, 6 Álvarez, 7 Cochambay, 8 Delgado, 9 Bernal, 10 Tenorio, 11 Quintero, 12 Cárdenas, 13 Mina, 14 Hurtado, 15 Carcelén,        All. Daniel Rodríguez
Campionato sudamericano maschile di pallacanestro 20164 Riascos, 5 Orozco, 6 Guerra, 7 Cano, 8 Delgado, 9 Martínez, 10 Guayaquil, 11 Arboleda, 12 Cobeña, 13 Mina, 14 Caicedo, 15 Carcelén,        All. Luciano Martínez